# Hokejové divize 1977/1978
Československé divize ledního hokeje 1977/1978 byly hokejové soutěže na území  Československa, od tohoto ročníku byla na území České socialistické republiky zrušena a v rámci Slovenské socialistické republiky byla třetí nejvyšší soutěží .

## Systém soutěže
Soutěž se skládala ze 2 skupin po 8 účastnících. Ve skupinách se všech 8 klubů utkalo čtyřkolově každý s každým (celkem 28 kol). Vítězové obou dvou skupin na území Slovenské socialistické republiky se spolu utkaly o postup do 1. slovenské národní hokejové ligy. Poslední týmy z obou slovenských skupin sestoupily do krajských přeborů.
Před začátkem soutěží odstoupily ze skupiny B TJ Slovan Solivar a  TJ Poľnohospodár Brusno, které byly nahrazeny pouze původně sestupující TJ Jarovnice a tak měla skupina pouze 7 účastníků.

## Slovenská socialistická republika

### Skupina A
| Poř. | Tým                         | Z  | V  | R | P  | VB  | OB  | B  |
| ---- | --------------------------- | -- | -- | - | -- | --- | --- | -- |
| 1.   | TJ TS Topoľčany             | 28 | 23 | 1 | 4  | 232 | 65  | 47 |
| 2.   | TJ ZVL Povážska Bystrica    | 28 | 20 | 4 | 4  | 117 | 65  | 44 |
| 3.   | TJ Banské stavby Prievidza  | 28 | 19 | 3 | 6  | 162 | 92  | 41 |
| 4.   | TJ Gumárne 1. mája Púchov   | 28 | 12 | 3 | 13 | 97  | 111 | 27 |
| 5.   | TJ Slávia UK Bratislava     | 28 | 9  | 3 | 16 | 95  | 145 | 21 |
| 6.   | TJ Slávia Ekonóm Bratislava | 28 | 7  | 4 | 17 | 116 | 156 | 18 |
| 7.   | TJ Slávia VŠP Nitra         | 28 | 6  | 1 | 21 | 89  | 207 | 13 |
| 8.   | TJ PPS Detva                | 28 | 4  | 5 | 19 | 69  | 134 | 13 |

### Skupina B
| Poř. | Tým                       | Z  | V  | R | P  | VB  | OB  | B  |
| ---- | ------------------------- | -- | -- | - | -- | --- | --- | -- |
| 1.   | TJ ZPA Prešov             | 24 | 22 | 1 | 1  | 229 | 49  | 45 |
| 2.   | TJ Slovan Levoča          | 24 | 15 | 2 | 7  | 120 | 67  | 32 |
| 3.   | TJ Slovan Smižany         | 24 | 13 | 0 | 11 | 104 | 90  | 26 |
| 4.   | TJ Družstevník Letanovce  | 24 | 11 | 2 | 11 | 102 | 114 | 24 |
| 5.   | TJ Jednota Kežmarok       | 24 | 9  | 3 | 12 | 99  | 152 | 21 |
| 6.   | TJ Tesla Liptovský Hrádok | 24 | 6  | 1 | 17 | 68  | 153 | 13 |
| 7.   | TJ Jarovnice              | 24 | 3  | 1 | 20 | 54  | 151 | 7  |

### O Postup do 1. SNHL
TJ TS Topoľčany - TJ ZPA Prešov 3:0 na zápasy (8:2,5:2,9:6)

Tým TJ TS Topoľčany postoupil do dalšího ročníku 1. SNHL. Nahradil je sestupující tým TJ Spartak BEZ Bratislava Postupující z krajských přeborů TJ Skloobal Nemšová, TJ ZŤS Hriňová a TJ Lokomotíva Ruskov. Po sezóně odstoupily TJ Tesla Liptovský Hrádok a TJ Jarovnice a díky tomu TJ PPS Detva nesestoupila.